# Louvre Hotels Group
 (juillet 2019).
Si vous disposez d'ouvrages ou d'articles de référence ou si vous connaissez des sites web de qualité traitant du thème abordé ici, merci de compléter l'article en donnant les références utiles à sa vérifiabilité et en les liant à la section « Notes et références ».
Louvre Hotels Group  (ex-Groupe Envergure et ex-Louvre Hôtels) est un groupe hôtelier français qui possède, gère et franchise des hôtels.
En février 2015, le groupe chinois Jin Jiang International rachète les activités de Louvre Hotels Group.

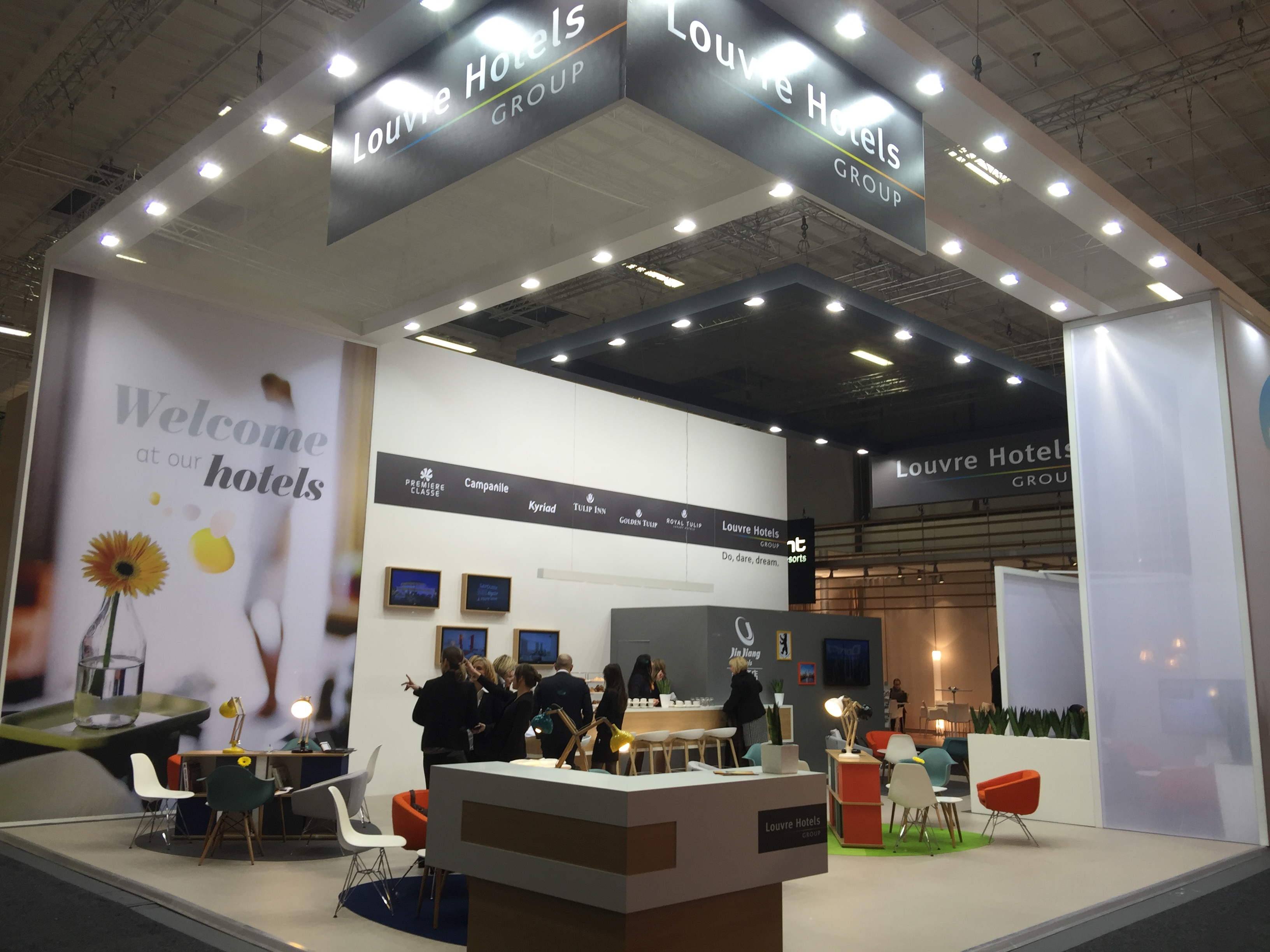
Stand ITB 2016 - Berlin

## Historique
1976 - La Société du Louvre, filiale du groupe Taittinger s'implante dans l'hôtellerie économique en ouvrant le premier hôtel-restaurant Campanile.
1983 - Création des hôtels sans restaurant Campaville.
1988 - Création des restaurants Côte à Côte
1989 - Création des hôtels Première Classe
1990 - Création du groupe Envergure et fusion de l'enseigne Campaville avec Campanile
1992 - Création des hôtels restaurants 3 étoiles Bleu Marine
1995 - Création des hôtels Clarine
1999 - En juin, La branche économique Groupe Envergure (Hôtels Campanile, Clarine, Première Classe et Bleu Marine et restaurants Côte à Côte) fusionne avec Hôtels & Compagnie (Climat de France, Balladins, Tradition de France, Nuit d'Hôtel).
2000 - Fusion des hôtels Nuit d'hôtel (les plus rentables) avec Première classe.
2001 - Création des hôtels Kyriad à partir des hôtels Climat de France et Clarine.
2003 - Rapprochement des hôtels restaurants Bleu Marine avec Kyriad pour donner naissance à l'enseigne Kyriad Prestige.
2004 - Le groupe Envergure (hôtellerie économique) fusionne avec Concorde Hotels & Resorts (hôtellerie de luxe) et devient Louvre Hôtels, le groupe vend également la plupart de ses restaurants Côte à Côte à Léon de Bruxelles.
2005 - La société d'investissement américaine Starwood Capital Group fait l'acquisition du Groupe du Louvre et de ses sociétés affiliées. Les hôtels Balladins sont vendus au groupe RMH Hôtels.
2015 - Début mars, le groupe du Louvre et Louvre Hotels Group sont rachetés par le groupe chinois Jinjiang International. La transaction s'élève à 1,3 milliard d'euros. Ce groupe est également actionnaire d'Accor. Dès l'année suivante, Jinjiang International développe ses nouvelles enseignes en Chine.
2017 - En janvier, Louvre Hotels Group annonce le rachat de la chaîne indienne ''Sarovar Hotels'' et ses 75 établissements repartis en trois marques : Sarovar Premiere, Sarovar Portico et Hometel. Avec cette acquisition, le groupe débute aussi sa présence dans le continent africain. Dès lors, la compagnie européenne a développé un complexe multimarque au Maroc, ouvert en septembre 2018.
2018 - Création de l"enseigne Kyriad Direct.
2021 - Création de Hosho. Cette nouvelle enseigne se veut être une auberge de jeunesse nouvelle génération. Elle est dans un premier temps rattachée au réseau Première Classe, puis se détache petit à petit jusqu'à avoir son propre site de réservation.

## Filiales
Louvre Hotels Group est un acteur du secteur de l'hôtellerie mondiale, dont le portefeuille compte aujourd'hui plus de 1200 hôtels dans une cinquantaine de pays dont environ 800 en France pour l'offre économique et milieu de gamme.
Il dispose d'une offre hôtelière de 1 à 5 étoiles avec les marques suivantes :

### Gamme économique
- Première Classe (1 à 2 étoiles) ;
- Hosho
- Kyriad Direct (0 à 2 étoiles)

### Milieu de gamme
- Campanile (2 ou 3 étoiles) ;
- Kyriad (3 étoiles) ;
- Kyriad prestige (4 étoiles) ;
- Tulip Inn (4 étoiles) ;
- Sarovar

### Haut de gamme
- Golden Tulip (4 étoiles) ; marque créée à l'origine par KLM pour loger ses équipages[7].
- Royal Tulip (5 étoiles).
- Hôtels & Préférence (4 ou 5 étoiles)